# Дайындык
Дайындык (каз. Дайындық) — село в Аккайынском районе Северо-Казахстанской области Казахстана. Село входит в состав Лесного сельского округа. Код КАТО — 595847200.
В 5,7 км к юго-западу от села находится озеро Жалтыр.

## Население
В 1999 году численность населения села составляла 248 человек (123 мужчины и 125 женщин). По данным переписи 2009 года, в селе проживало 182 человека (97 мужчин и 85 женщин).